# Nadia Di Cello
Nadia Di Cello, nome artístico de Nadia Muriel Di Cello (Cidade do México, México, 20 de Janeiro de 1990), é uma atriz argentina.

## Trabalhos na TV
- El Refugio (de los Sueños) (2006) - Silvana
- Rincón de Luz (2003) - Nadia Fernández
- Rebelde Way (2002) - Flor Fernández
- Chiquititas, la história (2001) - María Fernandéz
- Chiquititas (1999/2001) - Maria Fernandéz
- Chiquititas (1996/1998) - Nadia Fernandéz

## Trabalhos no cinema
- Chiquititas: Rincón de Luz (2001) - Maria Fernandéz